# 流川純
流川 純（るかわ じゅん、1975年11月24日 - ）は、日本のAV女優。

## 略歴
2007年にAVデビュー。

## 出演作品

### アダルトDVD
2007年
- 非日常的悶絶遊戯 第六十六章 お掃除サービス「ダスチン」のお姉さん、純の場合 （8月1日、AVS）
- 爆乳×野獣×トランスFUCK! （10月1日、アニマリージョ）
- 悩殺的痴女遊戯 第十五章 ムチムチ悩殺ボディのエステティシャン、Fカップ純30才 （10月1日、AVS）
- 新婚妻は裸にエプロン 16 （10月26日、クリスタル映像）…オムニバス作品 他出演:水森あおい、高城梨沙、黒澤あきな、桜沢いすず、花村玲子
- ムチムチナースの変態 おもらし三昧 （11月1日、AVS）
- ボディコン痴女マダム （11月16日、映天）
- 非日常的悶絶遊戯 第七十一章 3人の仲良し奥様、友希、美鈴、純の場合 （12月1日、AVS）…共演:つかもと.友希、白鳥美鈴
- オフィスケイズっていうフェチメーカーです!! （12月1日、OFFICE K'S）…オムニバス作品 他出演:春妃いぶき、花野心、星野優奈、青山雪菜
- 淫乱お漏らし人妻 私はそれを我慢できない （12月5日、俺のブルース）
- 美尻奥さま騎乗位狂い （12月6日、タカラ映像）
- 巨乳人妻淫猥ペット （12月7日、マドンナ）
- 中出し義母レイプ 4 （12月7日、TMA）…オムニバス作品 他出演:町村小夜子、葉月奈穂、魚住里奈
- フェロモンマダム エクストラ （12月7日、桃太郎映像出版）…共演:瀬戸ゆうき、風間ゆみ、翔田千里
- 揺れ乳騎乗位 （12月7日、OFFICE K'S）…オムニバス作品 他出演:月門ゆか

2008年
- 懐エロ 食い込みレオタード （1月13日、ミル）
- 会員限定 高級クラブママ生撮り 04 （1月18日、OFFICE K'S）
- 巨乳義母逆レイプ （1月18日、GLAY'z）…オムニバス作品 他出演:町村小夜子、魚住里奈、葉月奈穂
- エロくてデカい尻のお姉さんのペットにされたい。 （1月19日、ドグマ）
- 熟女も濡れる乱交の宿 美熟女と行く混浴温泉バスツアー 3 （1月25日、マドンナ）…共演:志村玲子、あずま樹、愛川咲樹、椿美羚、青井マリ、天海ゆり、湯沢多喜子、松浦ユキ、愛樹るい、朝霧なつこ、三木藤乃、中村綾乃、林田聡美
- Smoking Girls （2月8日、TMA）…オムニバス作品 他出演:葉月奈穂、木村那美、藤本さおり、さくらの、伊藤あずさ、志村玲子、松田亜美、魚住里奈、吉澤レイカ、竹内美樹
- ご奉仕美人ミセス （2月19日、MARIA）…共演:しのぶ
- まんぐり清楚夫人に生中出し （2月20日、ネクストイレブン）…オムニバス作品 他出演:伊藤美里、小森ひなた
- 成熟した肉体と卑猥なセックス （2月25日、マドンナ）
- 熟女が悶える淫行の宿 ～もう一つの混浴温泉バスツアー 3～ （2月25日、マドンナ）…共演:志村玲子、あずま樹、愛川咲樹、椿美羚、青井マリ、天海ゆり、湯沢多喜子、松浦ユキ、愛樹るい、朝霧なつこ、三木藤乃、中村綾乃、林田聡美
- 近親相姦シリーズ 淫母相姦 16 （2月25日、ドリームステージエンタテインメント）
- 近親相姦 お母さんの美尻 （3月1日、ワンズファクトリー）
- 昼間に自宅で監禁されて… （3月15日、ドリームチケット）
- 最高級美人妻ソープ嬢中出し御殿 （3月20日、ネクストイレブン）…共演:小森ひなた
- 平成ハメ時熟女…じゅん （3月21日、映天）
- 美熟女ソープ壺姫御殿 （3月25日、マドンナ）
- Glam Mode （3月25日、デジタルアーク）
- 性欲の淫辱 （4月1日、MOODYZ）
- 美尻妻 欲求不満の人妻列伝 （4月4日、映天）
- 人妻大尻のチ●コ擦りヌキ （4月4日、映天）…オムニバス作品 他出演:井川美保、牧野遥、吉本玲、坂本梨沙
- 巨乳淫乱熟妻 第二章 （4月23日、リアルエレメント）
- 野外で悶える淫らな巨乳 （4月25日、マドンナ）
- 愛する夫の目の前で… ～引き裂かれた夫婦生活～ （5月7日、マドンナ）
- 宅配ママ （5月19日、AVS）
- 痴女エロリスト 2 （6月1日、AVS）
- Chijo Errorist 流川純にイカされたい!! （6月10日、ソルトペッパー）
- 巨乳に群がるおやじたち 嫁のおっぱい娘のおっぱい （8月25日、ながえスタイル）…共演:宮崎あい
- 女上司と部下 （8月25日、ながえスタイル）…共演:香田麗奈
- 家事をしている人妻 （9月5日、映天）…オムニバス作品 他出演:望月加奈、南原香織、冴木るな、上原優
- 妖艶おんな愛戯 絡み合う淫らな女露の調べ （9月25日、マドンナ）…共演:翔田千里、菊川麻里
- すけべな息子に義母はメロメロ 11 （11月14日、東京音光）
- 先生の奥さん （12月13日、溜池ゴロー）

2009年
- 美熟女コレクション （1月1日、溜池ゴロー）…オムニバス作品 他出演:山口美花

他